# ジョナサン・ジェームズ
- ジョナサン・ジェームズ
- ジョナサン・ジェームス

ジョナサン・ジョセフ・ジェームズ（英: Jonathan Joseph James, 1983年12月12日 - 2008年5月18日）は、アメリカ合衆国のセキュリティハッカー（グレーハットのエシカルハッカー）であり、アメリカにおいてサイバー犯罪で収監された初の未成年者である。サウス・フロリダ出身で、初犯時には15歳、判決が下された時点では16歳であった。彼は2008年5月18日、フロリダ州パインクレストの自宅で自ら銃で命を絶った。

## 国防総省への最初の侵入
1999年8月23日から同年10月27日の間に、ジェームズはベルサウスやマイアミ・デイド郡の学校システムなど、複数のシステムに一連の侵入を行った。しかし、連邦当局の注目を集めるきっかけとなったのは、アメリカ合衆国国防総省の下部機関であるアメリカ国防脅威削減局（DTRA）への不正侵入であった。DTRAは、アメリカ合衆国に対する国内外の潜在的脅威を分析することを主な任務とする機関である。ジェームズは後に当局に対し、バージニア州ダレスにあるサーバに不正なバックドアを設置し、それを通じてLANアナライザをインストールし、DTRA職員の送受信する3000件以上のメッセージや、多数のユーザー名およびパスワード（その中には公式な軍用コンピュータ上のものが少なくとも10件含まれていた）を傍受できるようにしていたと認めた。
後に判明したところによれば、彼が入手したソフトウェアは国際宇宙ステーションの重要な生命維持機能を制御するソースコードであった。NASAによれば、「そのソフトウェアは、国際宇宙ステーションの物理環境、すなわち居住空間内の温度や湿度の制御を含んでいた」。

## 逮捕、有罪判決、量刑
ジェームズの自宅は2000年1月26日、国防総省、NASAおよびパインクレスト警察署の捜査員によって強制捜査を受けた。ジェームズは6か月後に正式に起訴された。2000年9月21日、彼はアメリカ連邦検事ガイ・ルイスと合意に達し、寛大な量刑と引き換えに少年犯罪として2件の罪状を認めることに同意した。
ジェームズには7か月の自宅軟禁および18歳になるまでの保護観察処分が言い渡され、NASAおよび国防総省に謝罪の手紙を書くことが求められた。また、娯楽目的でのコンピュータ使用を禁止された。ジェームズはその後、薬物使用の陽性反応を示して保護観察に違反し、連邦保安官局により拘束され、アラバマ州のタラデガ連邦矯正施設へ移送された。彼は最終的にそこで6か月を服役した。
法曹関係者によれば、侵入行為の規模を考慮すれば、成人であれば少なくとも10年の刑を受けていた可能性があるという。アメリカ合衆国司法長官のジャネット・レノおよび検察官ガイ・ルイスは共に、ジェームズの事件がサイバー犯罪で起訴された非行少年に対し司法省が強硬姿勢を取る意思があることの証明であるとする声明を発表した。
この事件の主任検察官はスティーブン・ヘイマンであった。彼は後に、活動家アーロン・スワーツの自殺に直接つながったアメリカ合衆国対スワーツ事件において悪名を高めた。

## 死
2008年1月17日、百貨店チェーンのTJXが大規模なコンピュータシステムへの侵入の被害に遭い、数百万の顧客の個人情報およびクレジット情報が漏洩した。同じハッカーグループは、ビージェイズ・ホールセール・クラブ、ボストンマーケット、バーンズ・アンド・ノーブル、スポーツオーソリティ、FOREVER 21、DSW、OfficeMax、デイブ＆バスターズにも侵入し、グループの首謀者であるアルバート・ゴンザレスを億万長者にしたと報じられている。ジェームズは関与を否定していたが、関係者の一部と友人関係にあったことから、シークレットサービスによる捜査対象となり、ジェームズ自身とその兄弟、そしてガールフレンドの家が家宅捜索を受けた。侵入との直接的な関係は見つからなかったものの、合法的に所持していた銃器（押収されなかった）および自殺を考えていたことを示すメモが発見された。ジェームズの父親は、息子がうつ病に悩まされていたと後に語っている。TJXのハッカーに対して提出された刑事告発書には、起訴されていない別の共謀者が言及されており、イニシャル「J.J.」のみで記されている。この共謀者は2004年、あるハッカーがOfficeMax店舗のWi-Fiを通じてクレジットカードの番号、銀行口座番号、暗号化された暗証番号を盗むのを支援したとされる。これらの情報は後にアルバート・ゴンザレスに提供されたとされ、「J.J.」はゴンザレスのために私設私書箱を開設したともされている。ジェームズの父親は、「J.J.」が息子であったと信じていた。しかし、「J.J.」というイニシャルは、実際にはゴンザレスの親しい友人であったスティーブン・ハントリー・ワットが使用していたとされるハッカーの別名「ジム・ジョーンズ」を指していた可能性もある。
2008年5月18日、ジョナサン・ジェームズは浴室内で頭部を銃で撃ち、自殺しているのが発見された。自殺の動機は、自身が犯していない犯罪で起訴されるとの懸念によるものであったとされている。ジェームズは遺書に「本当に、心から言うが、TJXには何の関与もしていない」「『正義』の制度に何の信頼も持てない。私の今日の行動、そしてこの手紙が、世間に対してより強いメッセージを送ることになるだろう。いずれにせよ、私はこの状況をもはやコントロールできず、そしてこれがコントロールを取り戻す唯一の手段だった」と記していた。